# Андраш III
Андраш III (на унгарски: III. (Velencei) András/Endre; на хърватски: Andrija III.; на словашки: Ondrej III.; * ок. 1265, † 14 януари 1301, Буда) е крал на Унгария (1290 – 1301) и последен представител на Арпадите на трона.

## Произход и ранни години
Андраш III е роден във Венеция. Внук е на Андраш II от третата му съпруга Беатриче д'Есте. Бащата на Андраш III и син на Андраш II – Ищван e херцог на Славония, а майка му е венецианката Томазина Морозини, потомка на стар патрициански венециански род.
След смъртта на баща си през 1272 г. Андраш III е отгледан и възпитан от венецианските си роднини.

## Претенции за власт
През 1278 г. Иван Кьосеги, аристократ, завладял в условията на феодална анархия няколко крепости в западната част на Унгария, кани Андраш при себе си. Пристигайки в кралството, Андраш предявява своите претенции към Херцогство Славония, но крал Ласло IV Куманин му отказва. След този неуспех Андраш се връща във Венеция.
В началото на 1290 г. Иван Кьосеги и архиепископ Лодомер Естергом, отлъчил крал Ласло IV Куманин от църквата, отново канят Андраш в Унгария, но този път му предлагат короната. Андраш приема предложението, но е арестуван от унгарския дворянин Арнолд Хагот и предаден на херцог Албрехт I Австрийски.
На 10 юли 1290 г. бездетният крал Ласло IV е убит от своите кумански съюзници. Така, основният клон на династията на Арпадите прекъсва.

## Крал на Унгария
Архиепископ Лодомер изпраща двама монаси до Виена, за да информират Андраш за смъртта на краля. С помощта на монасите Андрей напуска преоблечен затвора си и бърза към Унгария. След като пристига в Естергом, архиепископ Лодомер го увенчава с Короната на Свети Стефан на 23 юли 1290 г.
На 31 август 1290 г. император Рудолф I, смятайки Унгария за част от Свещената Римска империя, поставя на унгарския престол своя син, херцог Албрехт I Австрийски.
През април 1291 г. кралица Мария Неаполска, сестра на убития крал, обявява своите претенции към короната. Впоследствие тя прехвърля тези права на сина си Карл Мартел Анжуйски, а след неговата смърт (1295 г.) – на внука си Карл Роберт.
През август 1300 г. Карл Роберт получава покана от хърватския магнат Павел I Шубич за крал на Унгария. Карл пристига в Сплит и завзема Загреб. Андраш III не успява да нанесе ответен удар заради внезапната смърт на майка си, а след това внезапно умира и той. Погребан е в Буда. Има слухове, че е отровен.
- Бягството на Андраш от Виена с помощта на монасите, 
миниатюра от Chronicon Pictum
- Андраш III

## Брак
Първи брак: през есента на 1290 г. с Фенена Куявска (на полски: Fenenna Kujawska; ок. 1276 – 1295, Буда ); имат дъщеря:
- Елисавета (* 1292 или 1293, † 31 октомври 1336)

Втори брак: на 13 февруари 1296 г. във Виена с Агнеса Унгарска. След неговата смърт Агнеса поема възпитанието на заварената му дъщеря Елисавета.